# Steven Price (écrivain)
Pour les articles homonymes, voir Steven Price.
Steven Price, né en 1976 à Colwood (Colombie-Britannique), est un écrivain et poète canadien,.

## Biographie
Steven Price, né en 1976, est auteur de romans et de recueils de poésie et vit aujourd'hui à Victoria en Colombie-Britannique.
Steven Price gradue de l'Université de Victoria en 2000 avec un baccalauréat en arts (BFA) et de l'Université de Virginie avec une maîtrise en arts (MFA) en poésie.
Price publie un premier recueil de poésie intitulé Anatomy of Keys pour lequel il s'inspire de la vie de Harry Houdini. Anatomy of Keys remporte le Gerald Lampert Award et Omens in the Year of the Ox en 2012 remporte le ReLit Award.
Le premier roman de Price Into the Darkness est publié en 2011. Into the darkness, met de l'avant la ville de Victoria, détruite par un tremblement de terre. Les familles sont séparées et les survivants sont laissés dans un enfer sur Terre.
Son roman By gaslight est publié en français par les éditions Alto en 2018 sous le titre L'homme aux deux ombres. Ce roman se déroule dans le Londres de 1885 et met en scène un détective américain et un gentleman cambrioleur qui recherchent un criminel dangereux. Price se serait inspiré de l'histoire de son arrière-grand-père, qui aurait fui l'Angleterre pour s'établir au Canada au cours de l'époque victorienne.
Son dernier roman, Lampedusa, publié en 2019, mélange les faits et la fiction autour de la vie de l'auteur italien Giuseppe Tomasi di Lampedusa dont le seul livre paru en 1958, Il Gattopardo, a été acclamé par le public.
Price enseigne la poésie et la fiction à l'Université de Victoria, ville ou il réside avec sa conjointe, la romancière Esi Edugyan,. Sa famille possède l'entreprise Price's Alarms, la plus ancienne compagnie de sécurité privée au Canada.
Ses textes ont été diffusés sur les ondes de CBC radio et ont été publiés dans des revues littéraires au Canada et aux États-Unis de même que dans les anthologies Breathing Fire 2 et Long Journey: Contemporary Northwest Poets.

## Œuvres

### Romans
- Into the Darkness, Markham, Thomas Allen Publishing, 2011,  (ISBN 9780887627378)
- By Gaslight, Toronto, McClelland & Stewart, 2016, 731 p.  (ISBN 9780771069239)
  - L'Homme aux deux ombres, Québec, éditions Alto, 2018, 722 p. (ISBN 9782896943708)
- Lampedusa, Toronto, McClelland & Stewart, 2019, 325 p. (ISBN 9780771071683)

### Poésie
- Anatomy of Keys, London (Ontario), Brick Books, 2006, 144 p.  (ISBN 1894078519)
- Omens in the year of the ox, London (Ontario), Brick books, 2012, 103 p. (ISBN 9781926829760)

## Prix et honneurs
- 2007 : le prix Gerald Lampert Award for Best First Collection pour son recueil de poèmes Anatomy of Keys[1]
- 2007 : nomination au BC Poetry prize pour son recueil Anatomy of Keys[1]
- 2007 : Anatomy of Keys nommé livre de l'année par le Globe and mail[1],[6]
- 2012 : Into the darkness sélectionné pour le BC Fiction Prize[3],[1]
- 2013 : prix du ReLit Award pour son recueil de poésie Omens in the Year of the Ox[1]
- 2016 : finaliste dans la sélection du Prix Giller pour le roman L'homme aux deux ombres[3],[9],[10]
- 2019 : finaliste dans la sélection du Prix Giller pour le roman Lampedusa[11]